# Йонсен, Эспен
Э́спен Йо́нсен (норв. Espen Johnsen; род. 20 декабря 1979, Кристиансанн, Вест-Агдер) — норвежский футболист, вратарь. Известен по выступлениям за «Русенборг». Выступал за сборную Норвегии.

## Карьера

### Клубная
Начинал заниматься футболом в родном Кристиансанне в школе местного клуба «Вигёр». Первый профессиональный контракт подписал с другим клубом из Кристиансанна «Стартом», выступавшим в то время в норвежском Первом дивизионе. В 1999 году «Старт» занял третье место и получил право сыграть стыковой матч с двенадцатой командой чемпионата Норвегии «Стрёмсгодсетом». По итогам двух встреч (2:2 дома и 1:0 на выезде) «Старт» одержал победу и вышел в Типпелигу. В начале 2001 года перешёл в «Русенборг» из Тронхейма. В новом клубе долгое время был вторым вратарём после исландского голкипера Аурни Арасона, которому доверял главный тренер Нильс Арне Эгген. В первые два года за новый клуб провёл всего четыре официальные встречи. Однако когда в 2003 году Арасон перебрался в Манчестер Сити, Эспен прочно занял место в воротах «Русенборга». В этом сезоне он стал лучшим вратарём чемпионата Норвегии и получил вызов в национальную сборную вначале на товарищеские матчи, а затем и на игры отборочного турнира к чемпионату Европы 2004 года. В 2006 году после покупки канадского вратаря Ларса Хиршфельда вновь стал вторым вратарём команды. В 2008 году руководство команды приняло решение отдать Эспена в годичную аренду с правом выкупа в другой клуб Типпелиги «Стрёмсгодсет». В конце срока клуб не выкупил трансфер вратаря, а продлил срок аренды ещё на год. В 2009 году Йонсен вернулся в «Русенборг», чтобы попытаться вновь стать первым голкипером команды, однако две операции на колене поставили крест на его планах. Руководство команды в конце года предложило Эспену двухгодичный контракт на менее выгодных условия, но он от него отказался, став свободным агентом.
В начале 2010 года получил предложение от шведского АИКа, который искал замену травмированному Никласу Бергу, однако норвежец отказался от контракта. Не получив больше предложений, решил завершить футбольную карьеру.

### В сборных
Выступал за юниорские и молодёжные сборные Норвегии всех возрастов. 25 мая 2003 года дебютировал за национальную сборную Норвегии в товарищеском матче с командой Финляндии.

## Достижения
- Чемпион Норвегии (6): 2001, 2002, 2003, 2004, 2006, 2009
- Обладатель кубка Норвегии: 2003
- Лучший вратарь чемпионата Норвегии: 2003

## Образование
После окончания футбольной карьеры поступил на медицинский факультет Норвежского университета естественных и технических наук в Тронхейме. Также является практикующим врачом в одной из больниц в родном Кристиансанне.

## Семья
Его младший брат Мариус также футболист. Играет за «Лиллестрём». Выступал за сборную Норвегии.

## Религия
Эспен — прихожанин Лютеранской свободной церкви. Занимается общественной деятельностью при поддержке церкви.

## Матчи за сборную
| #  | Дата             | Место                        | Соперник             | Результат | Турнир                                  |
| -- | ---------------- | ---------------------------- | -------------------- | --------- | --------------------------------------- |
| 1  | 22 мая 2003      | Осло, Норвегия               | Финляндия            | 2:0       | Товарищеский матч                       |
| 2  | 20 августа 2003  | Осло, Норвегия               | Шотландия            | 0:0       | Товарищеский матч                       |
| 3  | 6 сентября 2003  | Зеница, Босния и Герцеговина | Босния и Герцеговина | 0:1       | Отборочные матчи чемпионата Европы 2004 |
| 4  | 10 сентября 2003 | Осло, Норвегия               | Португалия           | 0:1       | Товарищеский матч                       |
| 5  | 11 октября 2003  | Осло, Норвегия               | Люксембург           | 1:0       | Отборочные матчи чемпионата Европы 2004 |
| 6  | 15 ноября 2003   | Валенсия, Испания            | Испания              | 1:2       | Отборочные матчи чемпионата Европы 2004 |
| 7  | 19 ноября 2003   | Осло, Норвегия               | Испания              | 0:3       | Отборочные матчи чемпионата Европы 2004 |
| 8  | 28 апреля 2004   | Осло, Норвегия               | Россия               | 3:2       | Товарищеский матч                       |
| 9  | 4 сентября 2004  | Палермо, Италия              | Италия               | 1:2       | Отборочные матчи чемпионата мира 2006   |
| 10 | 22 января 2005   | Эль-Кувейт, Кувейт           | Кувейт               | 1:1       | Товарищеский матч                       |
| 11 | 25 января 2005   | Манама, Бахрейн              | Бахрейн              | 1:0       | Товарищеский матч                       |
| 12 | 28 января 2005   | Амман, Иордания              | Иордания             | 0:0       | Товарищеский матч                       |
| 13 | 9 февраля 2005   | Валлетта, Мальта             | Мальта               | 3:0       | Товарищеский матч                       |
| 14 | 20 апреля 2005   | Таллин, Эстония              | Эстония              | 2:1       | Товарищеский матч                       |
| 15 | 24 мая 2005      | Осло, Норвегия               | Коста-Рика           | 1:0       | Товарищеский матч                       |
| 16 | 8 июня 2005      | Стокгольм, Швеция            | Швеция               | 3:2       | Товарищеский матч                       |
| 17 | 25 января 2006   | Сан-Франциско, США           | Мексика              | 1:2       | Товарищеский матч                       |
| 18 | 29 января 2006   | Лос-Анджелес, США            | США                  | 0:5       | Товарищеский матч                       |